# 横芝光町
横芝光町（よこしばひかりまち）は、千葉県の東部に位置し、山武郡に属する町。
成田空港の南側、九十九里浜に面する自然豊かな町で、千葉県内の町村では人口規模が最大。
臣籍降下し上総介に任じられた高望王が屋形を置き、現在の九十九里町小関にて生誕した伊能忠敬が、佐原村に婿養子に行くまでの少年・青年期を過ごした町としても知られている。

## 地理
千葉県東部に位置し、千葉市から約35キロメートルの距離、東京の都心から60 - 70キロメートル圏内である。
太平洋に面し、九十九里浜および九十九里平野のほぼ中央に位置する。町の北部は標高が高い場所もあるが起伏は大きくなく、中央部を九十九里平野最大の河川である栗山川が流れている。
2006年（平成18年）3月27日に匝瑳郡光町と山武郡横芝町が合併し、新たに発足した。合併前の光町と横芝町は別の郡（歴史的にはそもそも上総国と下総国という別の令制国）に所属していたが、現在の横芝光町は山武郡に属する。

### 隣接している自治体
- 山武市
- 匝瑳市
- 山武郡
  - 芝山町
- 香取郡
  - 多古町

## 歴史
- 縄文前期：この頃現在の当町の大部分は海であった（縄文海進）。
- 縄文中期：当町北部の中台などには、この頃の人類の生活跡である貝塚がいくつか残されている。
- 縄文後期：栗山川の河口部に形成されたラグーンが坂田池や乾草沼として残されている。
- 縄文晩期：東京湾岸方面では人口の減少があったが、九十九里沿岸では引き続き人類の生活が認められ、当町姥山にはこの頃の標式遺跡である山武姥山貝塚が残されている。
- 弥生時代：海岸線の後退が著しく、現在の平野の部分に陸地が広がり、稲作が盛んになった。
- 古墳時代：小川台に下海上国造との関係が推定される小川台古墳群が、中台に武社国造との関係が推定される芝山古墳群が築造された。
- 平安時代：平高望や良兼などの平氏の屋形があり、高望の孫の将門が反乱を起したので、難波津（現在の大阪府大阪市）から寛朝僧正が下向し、公津ヶ原（現在の成田市）で平和祈願の祈祷をした。
- 室町時代：篠本に連郭式城郭の初めとされる篠本城が、坂田に舌状台地築城の手本とされる坂田城が作られた。
- 江戸時代：幕末には伊能忠敬や海保漁村を輩出し、明治維新後の日本の近代化につながった。

### 沿革
- 1897年（明治30年）6月1日 - 横芝駅が開業。
- 1913年（大正2年） - 鳥喰沼の干拓が完了[4]。
- 1953年（昭和28年）5月18日 - 国道126号が制定。
- 1998年（平成10年）3月30日 - 千葉東金道路松尾横芝インターチェンジが供用開始[5]。
- 2006年（平成18年）
  - 3月25日 - 銚子連絡道路横芝光インターチェンジが供用開始[6]。
  - 3月27日 - 匝瑳郡光町・山武郡横芝町が合併し、横芝光町が発足[3]。これにより、匝瑳郡が消滅。
- 2011年（平成23年）3月11日 - 東北地方太平洋沖地震（東日本大震災）による津波で海岸沿いの防砂フェンスが破壊され、町内が冠水するなどの被害を受けた[7]。

## 気候
日本の太平洋側に位置する地域の代表例であり、海沿いであるため温暖で気温は日較差・年較差が小さい。ケッペンの気候区分とは独立した日本独自の気候区分では太平洋岸式気候である。ヒートアイランドの影響も受けておらず、冬暖かく、夏涼しい、過ごしやすい気候となっている。
| 横芝光（1991年 - 2020年）の気候    | 横芝光（1991年 - 2020年）の気候 | 横芝光（1991年 - 2020年）の気候 | 横芝光（1991年 - 2020年）の気候 | 横芝光（1991年 - 2020年）の気候 | 横芝光（1991年 - 2020年）の気候 | 横芝光（1991年 - 2020年）の気候 | 横芝光（1991年 - 2020年）の気候 | 横芝光（1991年 - 2020年）の気候 | 横芝光（1991年 - 2020年）の気候 | 横芝光（1991年 - 2020年）の気候 | 横芝光（1991年 - 2020年）の気候 | 横芝光（1991年 - 2020年）の気候 | 横芝光（1991年 - 2020年）の気候 |
| 月                                 | 1月                             | 2月                             | 3月                             | 4月                             | 5月                             | 6月                             | 7月                             | 8月                             | 9月                             | 10月                            | 11月                            | 12月                            | 年                              |
| ---------------------------------- | ------------------------------- | ------------------------------- | ------------------------------- | ------------------------------- | ------------------------------- | ------------------------------- | ------------------------------- | ------------------------------- | ------------------------------- | ------------------------------- | ------------------------------- | ------------------------------- | ------------------------------- |
| 最高気温記録 °C （°F）             | 21.1 (70)                       | 25.3 (77.5)                     | 27.7 (81.9)                     | 30.3 (86.5)                     | 32.5 (90.5)                     | 35.5 (95.9)                     | 37.5 (99.5)                     | 38.1 (100.6)                    | 36.9 (98.4)                     | 33.5 (92.3)                     | 26.8 (80.2)                     | 26.2 (79.2)                     | 38.1 (100.6)                    |
| 平均最高気温 °C （°F）             | 10.4 (50.7)                     | 11.0 (51.8)                     | 14.0 (57.2)                     | 18.6 (65.5)                     | 22.6 (72.7)                     | 25.2 (77.4)                     | 29.1 (84.4)                     | 30.7 (87.3)                     | 27.5 (81.5)                     | 22.5 (72.5)                     | 17.7 (63.9)                     | 12.8 (55)                       | 20.2 (68.4)                     |
| 日平均気温 °C （°F）               | 4.7 (40.5)                      | 5.5 (41.9)                      | 8.8 (47.8)                      | 13.7 (56.7)                     | 18.0 (64.4)                     | 21.1 (70)                       | 24.7 (76.5)                     | 26.1 (79)                       | 23.1 (73.6)                     | 17.9 (64.2)                     | 12.3 (54.1)                     | 7.1 (44.8)                      | 15.2 (59.4)                     |
| 平均最低気温 °C （°F）             | −0.4 (31.3)                     | 0.5 (32.9)                      | 3.7 (38.7)                      | 8.7 (47.7)                      | 13.9 (57)                       | 17.8 (64)                       | 21.4 (70.5)                     | 22.7 (72.9)                     | 19.6 (67.3)                     | 14.0 (57.2)                     | 7.6 (45.7)                      | 2.1 (35.8)                      | 11.0 (51.8)                     |
| 最低気温記録 °C （°F）             | −8.0 (17.6)                     | −7.4 (18.7)                     | −4.4 (24.1)                     | −1.6 (29.1)                     | 5.3 (41.5)                      | 10.0 (50)                       | 12.8 (55)                       | 15.9 (60.6)                     | 8.2 (46.8)                      | 2.8 (37)                        | −1.5 (29.3)                     | −5.7 (21.7)                     | −8.0 (17.6)                     |
| 降水量 mm （inch）                 | 78.4 (3.087)                    | 69.9 (2.752)                    | 127.3 (5.012)                   | 119.8 (4.717)                   | 130.8 (5.15)                    | 159.5 (6.28)                    | 125.6 (4.945)                   | 90.4 (3.559)                    | 201.5 (7.933)                   | 238.9 (9.406)                   | 103.8 (4.087)                   | 63.6 (2.504)                    | 1,509.4 (59.425)                |
| 平均降水日数 （≥1.0 mm）           | 6.5                             | 6.9                             | 11.3                            | 10.8                            | 10.6                            | 11.8                            | 9.6                             | 6.9                             | 11.0                            | 11.9                            | 8.9                             | 6.7                             | 113.0                           |
| 平均月間日照時間                   | 188.5                           | 168.7                           | 166.4                           | 180.2                           | 182.2                           | 132.7                           | 165.6                           | 205.6                           | 143.0                           | 132.6                           | 145.9                           | 167.4                           | 1,975.8                         |
| 出典1：Japan Meteorological Agency |                                 |                                 |                                 |                                 |                                 |                                 |                                 |                                 |                                 |                                 |                                 |                                 |                                 |
| 出典2：気象庁                      |                                 |                                 |                                 |                                 |                                 |                                 |                                 |                                 |                                 |                                 |                                 |                                 |                                 |

## 人口
平成27年国勢調査より前回調査からの人口増減をみると、3.70%減の23,762人であり、増減率は千葉県下54市町村中32位、60行政区域中38位。
| |                                          |  |
| 横芝光町と全国の年齢別人口分布（2005年） | 横芝光町の年齢・男女別人口分布（2005年） |  |
| ■紫色 ― 横芝光町 ■緑色 ― 日本全国 | ■青色 ― 男性 ■赤色 ― 女性                |  |
| 横芝光町（に相当する地域）の人口の推移 \| 1970年（昭和45年） \| 23,192人 \| \| \| 1975年（昭和50年） \| 24,434人 \| \| \| 1980年（昭和55年） \| 25,387人 \| \| \| 1985年（昭和60年） \| 25,923人 \| \| \| 1990年（平成2年） \| 26,430人 \| \| \| 1995年（平成7年） \| 26,814人 \| \| \| 2000年（平成12年） \| 26,721人 \| \| \| 2005年（平成17年） \| 25,981人 \| \| \| 2010年（平成22年） \| 24,675人 \| \| \| 2015年（平成27年） \| 23,762人 \| \| \| 2020年（令和2年） \| 22,075人 \| \| |                                          |  |
| 総務省統計局 国勢調査より |                                          |  |
| 1970年（昭和45年） | 23,192人                                 |  |
| 1975年（昭和50年） | 24,434人                                 |  |
| 1980年（昭和55年） | 25,387人                                 |  |
| 1985年（昭和60年） | 25,923人                                 |  |
| 1990年（平成2年） | 26,430人                                 |  |
| 1995年（平成7年） | 26,814人                                 |  |
| 2000年（平成12年） | 26,721人                                 |  |
| 2005年（平成17年） | 25,981人                                 |  |
| 2010年（平成22年） | 24,675人                                 |  |
| 2015年（平成27年） | 23,762人                                 |  |
| 2020年（令和2年） | 22,075人                                 |  |

## 行政・議会

### 町長
| 代    | 氏名     | 就任日        | 退任日        | 備考         |
| ----- | -------- | ------------- | ------------- | ------------ |
| 初代  | 佐藤晴彦 | 2006年4月23日 | 2010年4月22日 |              |
| 2代   | 齊藤隆   | 2010年4月23日 | 2012年2月6日  | 任期中に自殺 |
| 3-5代 | 佐藤晴彦 | 2012年3月25日 | 2016年3月24日 |              |
| 3-5代 | 佐藤晴彦 | 2016年3月25日 | 2020年3月24日 |              |
| 3-5代 | 佐藤晴彦 | 2020年3月25日 | 現職          |              |

### 役所
- 横芝光町役場（旧光町役場）
  - 本庁舎
山武郡横芝光町宮川11902番地

### 国政
- 衆議院
  - 選挙区：千葉県第11区に属する。
- 参議院
  - 選挙区：千葉県選挙区に属する。

### 県政
- 千葉県議会
  - 選挙区：山武郡と山武市で1つの選挙区。定数は2人。

## 経済

### 産業

#### 第1次産業
- 古来より稲作が盛んであり、大規模な水田地帯が形成されている。

#### 漁港
第1種漁港
- 栗山川漁港

### 企業

#### 本社・本店を置く企業
- 日本GE・エンジンサービス - 航空機エンジンの修理等
- 千葉窯業 - コンクリート製品の製造

#### 町内に事業所等を置く企業
- スズキ千葉納整センター
- 東京エレクトロン・ロジスティクセンター
- SBSロジコム成田横芝支店
- ネグロス電工横芝工場
- MTC金属技研千葉工場
- 日本フォームサービス千葉工場

### 商業
- ピアシティ横芝光（ロードサイド型ショッピングセンター）　
  - カスミフードスクエア横芝光店
  - ダイソーピアシティ横芝光店
- ビバホーム横芝店
- 西松屋横芝光店
- ヤマダデンキテックランド横芝光店
- ヤックスドラッグ横芝光店
- ガスト横芝店
- すし銚子丸横芝店
- タイヨービッグハウス横芝店

## 姉妹都市・提携都市

### 日本国内
- 松田町（神奈川県足柄上郡）
1968年（昭和43年）12月1日に旧・光町と姉妹町締結、合併時に継承。
- 千曲市（長野県）
1996年（平成8年）光町が更級郡上山田町と姉妹都市締結。千曲市の発足に伴い2004年（平成16年）4月29日に[9]、横芝光町の発足に伴い2006年（平成18年）11月8日改めて締結。

## 地域

### 教育

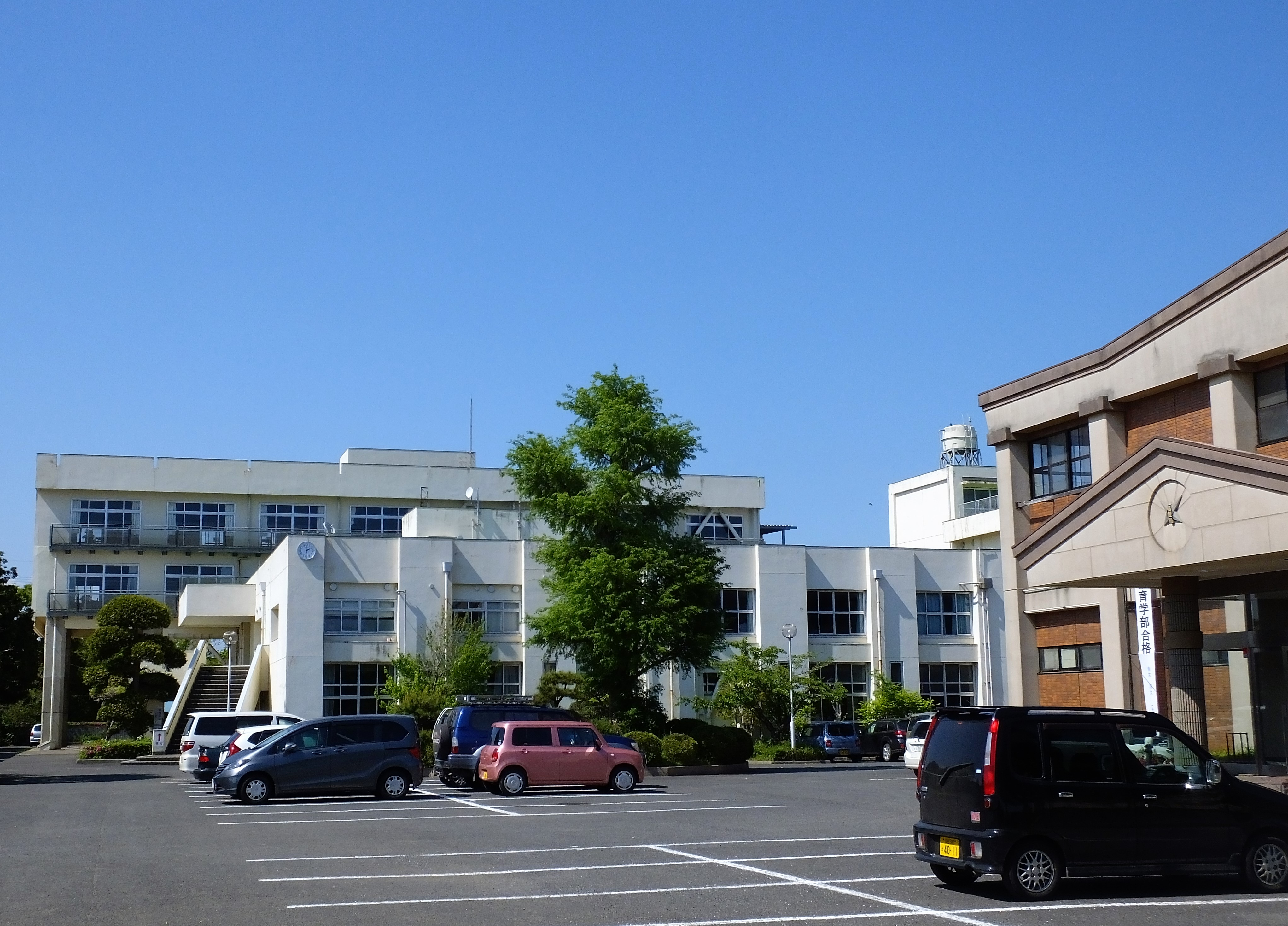
横芝敬愛高等学校

#### 小学校
- 横芝光町立上堺小学校
- 横芝光町立白浜小学校
- 横芝光町立光小学校
- 横芝光町立日吉小学校
- 横芝光町立横芝小学校

#### 中学校
- 横芝光町立光中学校
- 横芝光町立横芝中学校

#### 高等学校
- 横芝敬愛高等学校

## 交通

### 鉄道路線

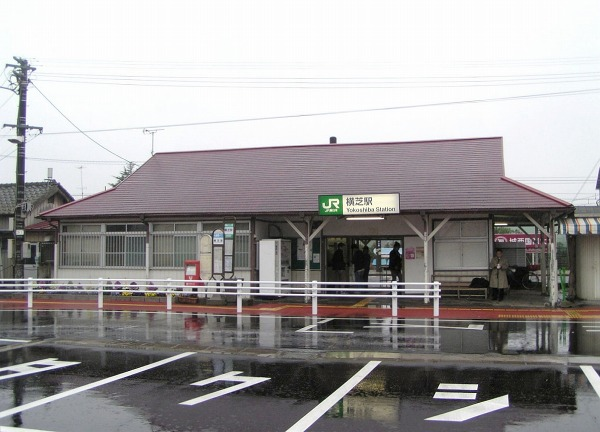
横芝駅（JR東日本）

東日本旅客鉄道（JR東日本）
- 総武本線：横芝駅

### バス路線

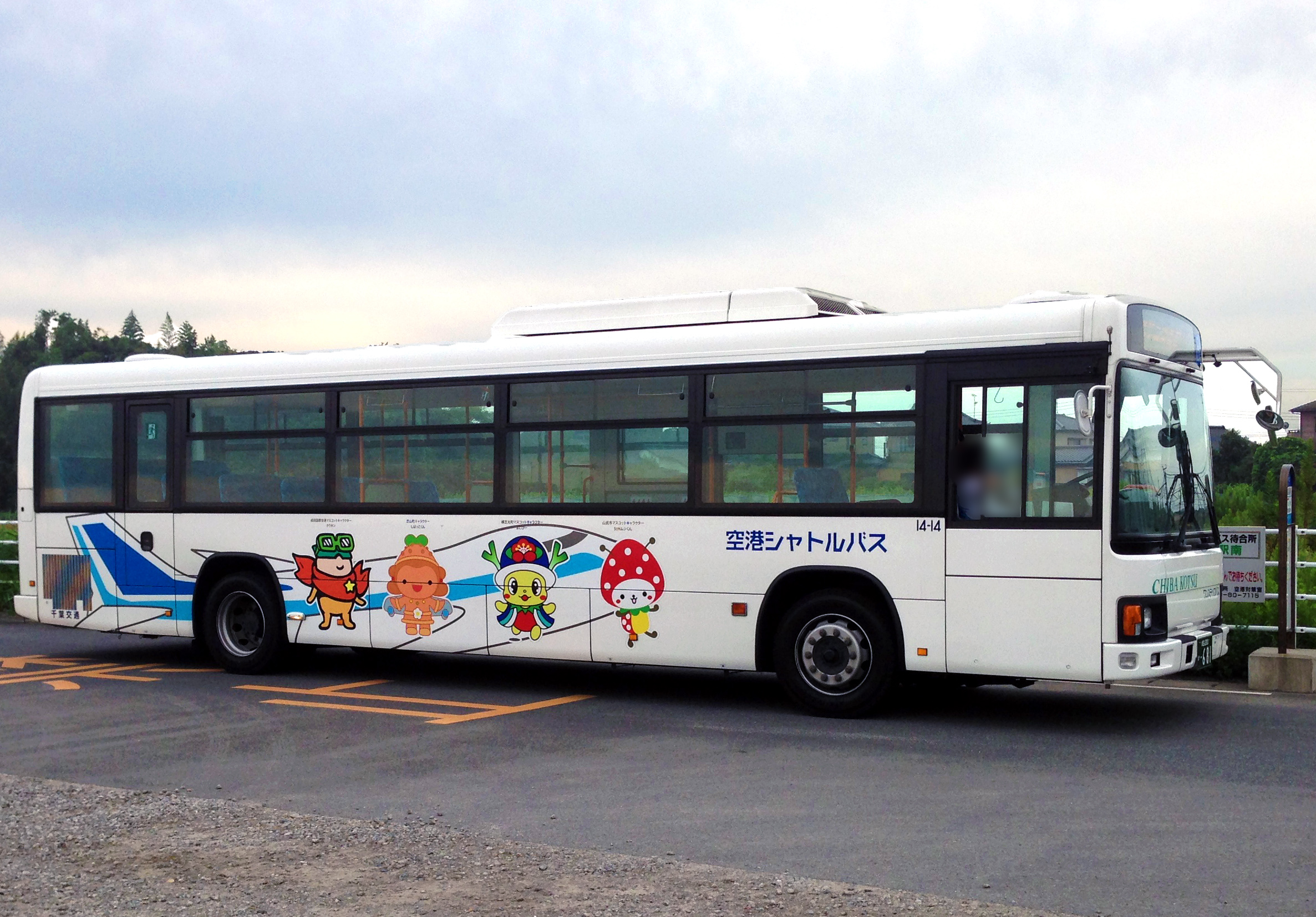
空港シャトルバス専用車(2代目)

- 高速バス「東京～銚子線（横芝光・旭ルート）」
  - バスターミナル東京八重洲 - 横芝光IC - 飯倉台 - 八日市場駅 - 匝瑳市役所 - 干潟駅・旭・旭中央病院東 - 海上・飯岡・銚子駅 （千葉交通、京成バス）
- 空港シャトルバス（横芝屋形海岸 - 蓮沼海浜公園第1駐車場前 - 芝山千代田駅 - 成田空港第2旅客ターミナル）
- 横芝光町循環バス
  - 横芝光号成田便（横芝光町役場 - 横芝駅 - ふれあい坂田池公園 - 横芝工業団地 - 航空博物館入口 - 整備地区 - 成田空港第2旅客ターミナル - イオンモール成田）
  - 町内バス「光ルート」
  - 町内バス「横芝ルート」

### 道路
有料道路
- 首都圏中央連絡自動車道（圏央道）
  - - 松尾横芝IC -
- 銚子連絡道路
  - 松尾横芝IC - 横芝光IC

一般国道
- 国道126号

主要地方道
- 千葉県道22号千葉八街横芝線
- 千葉県道30号飯岡一宮線（九十九里ビーチライン）
- 千葉県道45号八日市場八街線
- 千葉県道49号八日市場栄線
- 千葉県道62号成田松尾線（芝山はにわ道）
- 千葉県道78号横芝上堺線
- 千葉県道79号横芝下総線

一般県道
- 千葉県道108号横芝停車場白浜線
- 千葉県道109号横芝停車場吉田線
- 千葉県道112号成田成東線
- 千葉県道116号横芝山武線
- 千葉県道122号飯岡片貝線

自転車道
- 千葉県道408号飯岡九十九里自転車道線

## 名所・旧跡・観光スポット・自然・祭事・催事

### 名所・旧跡

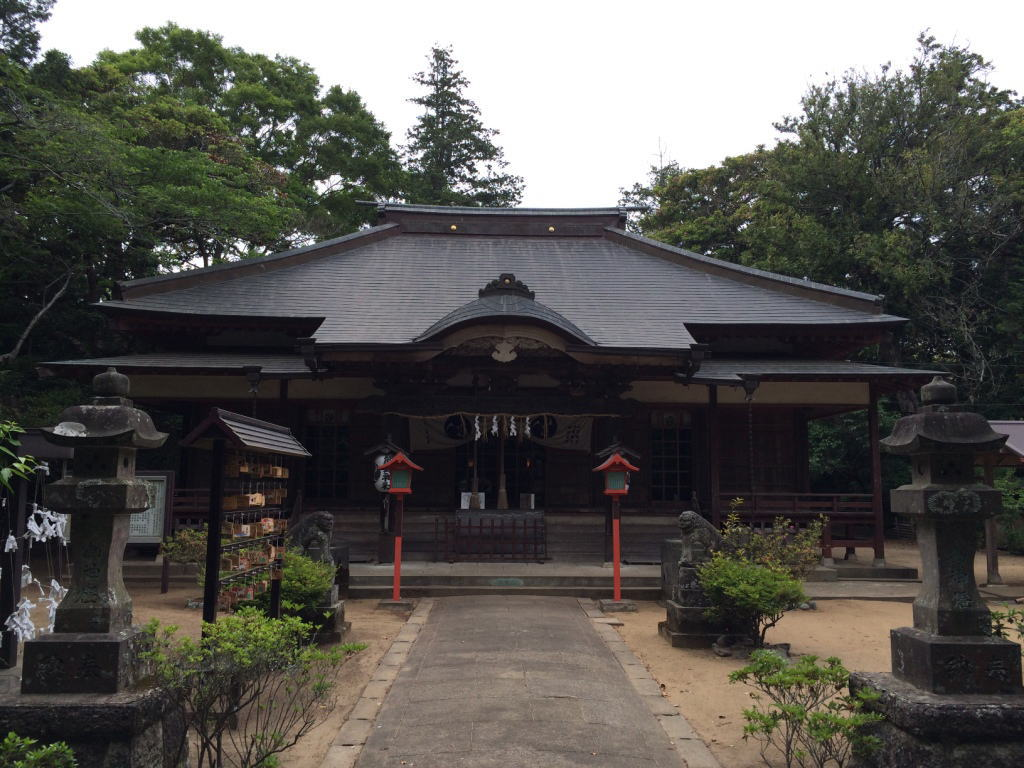
熊野神社 - 熊野山領の匝瑳南条荘に鎮座する神社、旧郷社。
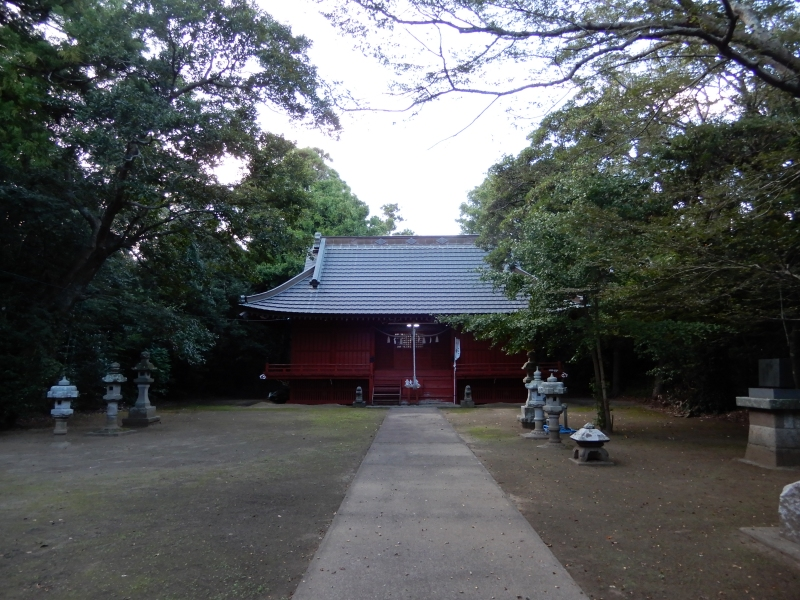
四社神社 - 上総介に任じられた高望王の政務所の鬼門の方角に建立された神社、旧郷社。
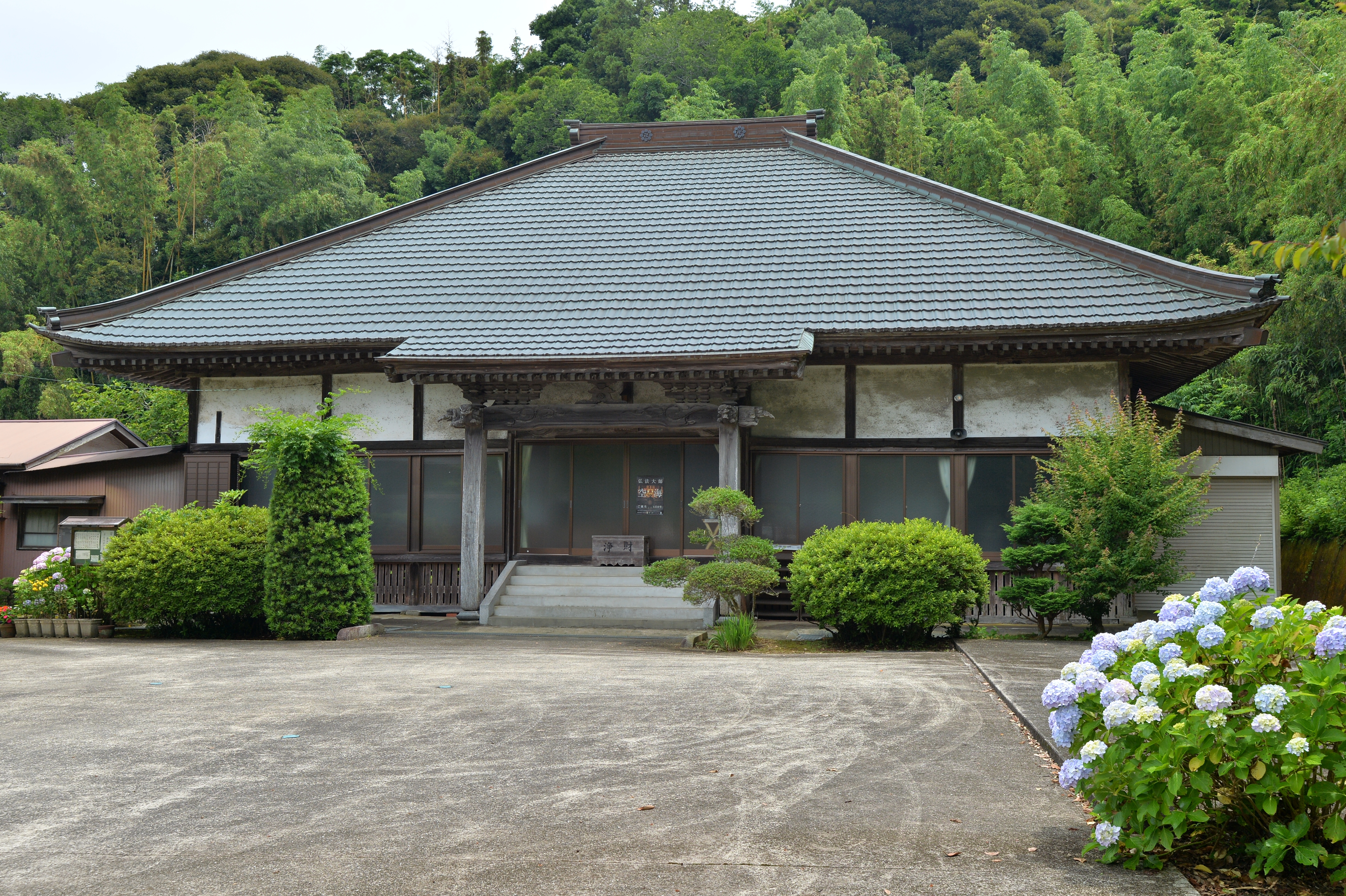
広済寺
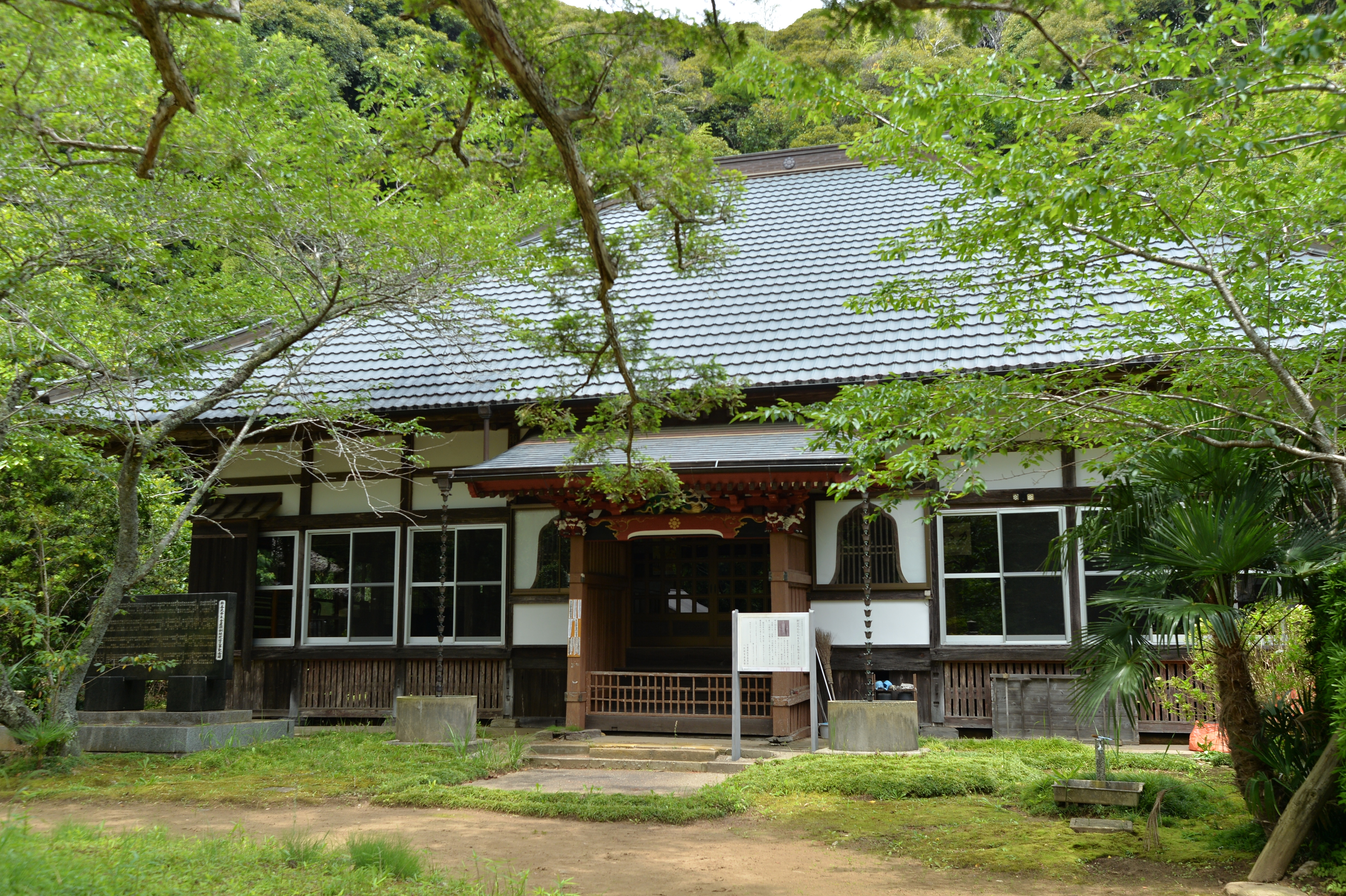
新善光寺
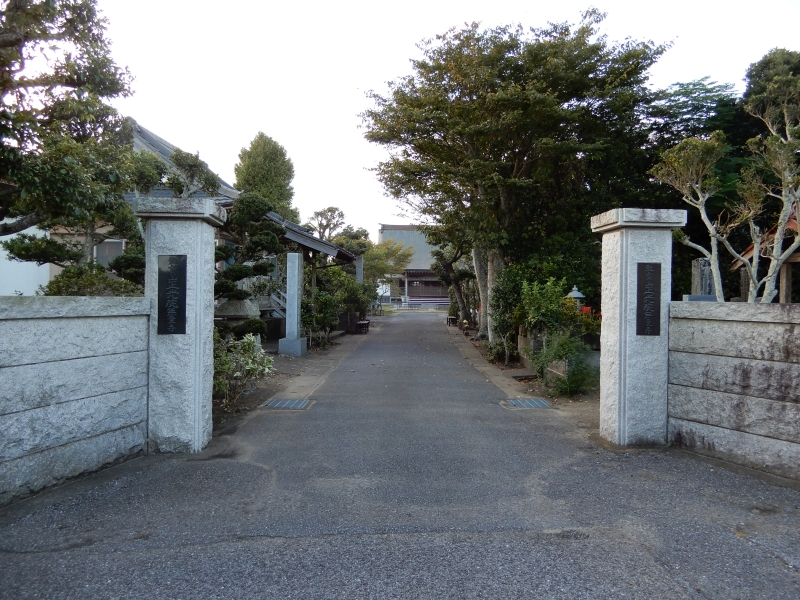
無量寺 - 元禄年間に近隣の網主が寄進した「無量寺六地蔵」は古くから女人の信仰を集めたという。
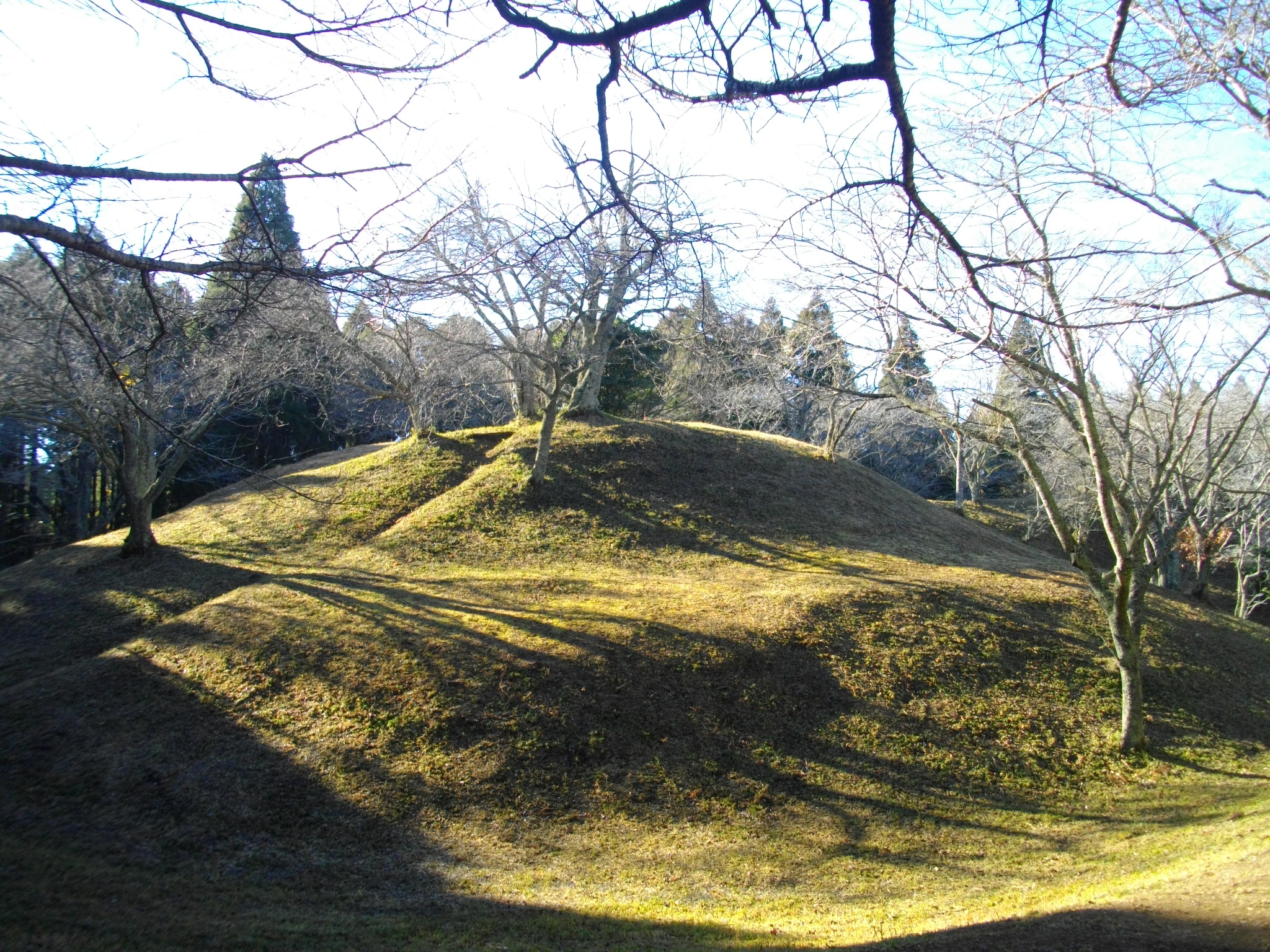
小川台古墳群 - 千葉県最古の形象埴輪を出土。
- 芝山古墳群 - 殿塚・姫塚。国の史跡。
- 山武姥山貝塚
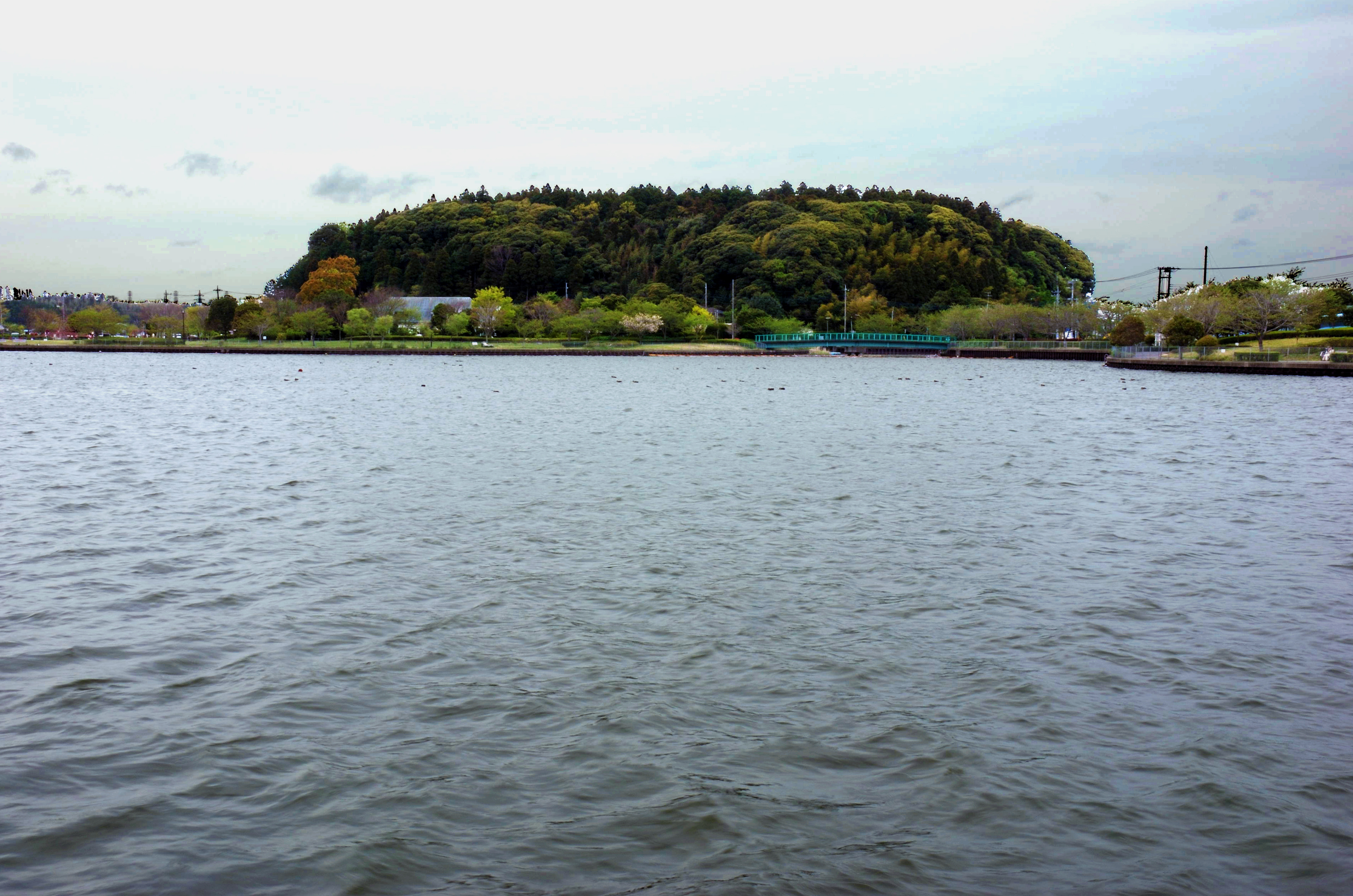
坂田城址 - ふれあい坂田池公園として整備されている。
- 篠本城跡
- 成田山御本尊不動明王御上陸之地（成田山のはじまり（開山縁起））

- 熊野神社
- 四社神社
- 広済寺
- 新善光寺
- 無量寺
- 芝山古墳群の殿塚
- 坂田池と坂田城址

### 観光スポット

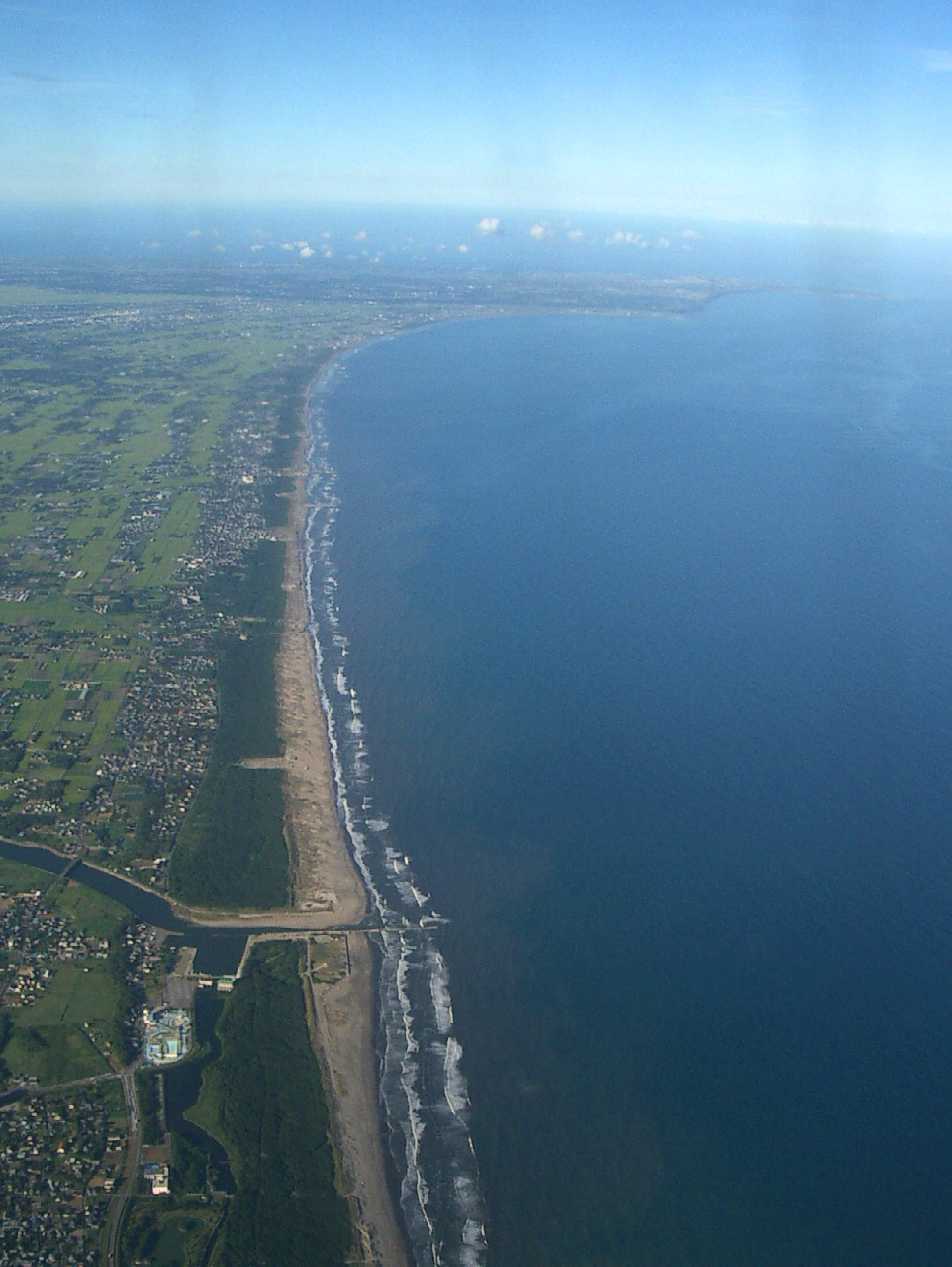
九十九里浜
- 木戸浜海岸 - 旧光町の海岸。銚子連絡道路・横芝光インターチェンジより車で約10分。アカウミガメの産卵地。
- 屋形海水浴場 - マリンピアくりやまがわがある、成田空港第2旅客ターミナルからの空港シャトルバスの終点。
  - 屋形サーフスポット - サーフィンスポット。

### 自然
- 乾草沼 - 数少ない海跡湖のひとつ。貴重な生物、全国的に見て絶滅が危惧される生物も多数生息しているが、不法投棄や乱開発が野放しになっており、生物が生息できる環境としては危機的状況に有る。
- 坂田池 - 乾草沼同様、海跡湖のひとつ。隣接するふれあい坂田池公園には湿生植物園が整備され、栗山川流域の湿地帯の植物が保護・育成されている。
- 多古光湿原 - 多古町と横芝光町にまたがる湿原。絶滅が危惧される動植物も生息している。

### 祭事・催事
- 鬼来迎（重要無形民俗文化財）

### 文化財
国・県指定および国登録文化財一覧。
| 番号 | 指定・登録 | 類別               | 名称                         | 所在地                             | 所有者または管理者 | 指定年月日       | 備考 |
| ---- | ---------- | ------------------ | ---------------------------- | ---------------------------------- | ------------------ | ---------------- | ---- |
| 1    | 国指定     | 重要無形民俗文化財 | 鬼来迎                       | 山武郡横芝光町虫生                 | 鬼来迎保存会       | 昭和51年5月4日   |      |
| 2    | 国指定     | 記念物（史跡）     | 芝山古墳群                   | 山武郡横芝光町大字中台字外記1472-1 | 観音教寺他         | 昭和33年6月28日  |      |
| 3    | 県指定     | 有形文化財（彫刻） | 木造薬師如来立像             | 山武郡横芝光町宮川4625             | 薬王院             | 昭和29年3月31日  | 1躯  |
| 4    | 県指定     | 有形文化財（彫刻） | 銅造阿弥陀如来及び両脇侍立像 | 山武郡横芝光町小川台888            | 隆台寺             | 昭和29年3月31日  | 3躯  |
| 5    | 県指定     | 有形文化財（彫刻） | 木造阿弥陀如来坐像           | 山武郡横芝光町木戸1608-1           | 観音院             | 昭和33年4月23日  | 1躯  |
| 6    | 県指定     | 有形文化財（彫刻） | 銅造阿弥陀如来及び両脇侍立像 | 山武郡横芝光町篠本475              | 新善光寺           | 昭和57年4月6日   | 3躯  |
| 7    | 県指定     | 有形民俗文化財     | 広済寺の鬼来迎面             | 山武郡横芝光町虫生483              | 広済寺             | 平成14年3月29日  | 13面 |
| 8    | 県指定     | 記念物（史跡）     | 海保漁村先生誕生之處         | 山武郡横芝光町北清水167-1他        | 横芝光町           | 昭和14年12月15日 |      |

## 著名な出身者
- 伊能忠敬（地理学者）町内小堤区にて少年・青年期を過ごす
- 海保漁村（儒学者）
- 色川三郎兵衛（海保幸八郎） ‐ 政治家
- 小錦八十吉（大相撲力士・第17代横綱）
- 岩澤誠（弁護士、札幌弁護士会会長、札幌大学理事長）
- 杉野芳子（ファッションデザイナー、学校法人杉野学園創立者）
- 早川隆久（プロ野球選手）
- 伊藤将司（プロ野球選手）
- 佐藤晴彦（横芝光町長）
- 伊藤白潮（俳人）
- 秋鹿真人（NHKアナウンサー）

## 横芝光町を舞台・ロケ地とした作品
映画
- アンダンテ 〜稲の旋律〜（2010年、ゴーゴービジュアル企画、監督：金田敬、脚本：山田耕大、原作：旭爪あかね、主演：新妻聖子、筧利夫）